# عطر تو
عطر تو نام یک آلبوم استودیویی از ابی است که در سال ۱۹۹۶ (۱۳۷۵ ه‍. ش) توسط آونگ میوزیک منتشر شد.

## فهرست ترانه‌ها[۲]
| # | نام ترانه    | ترانه سرا       | آهنگساز    | تنظیم کننده              |
| - | ------------ | --------------- | ---------- | ------------------------ |
| ۱ | گریه نکن     | ایرج جنتی عطایی | فرید زلاند | فرید زلاند، دیوید تباکمن |
| ۲ | مهمونی       | هما میرافشار    | فرید زلاند | فرید زلاند، جف صادکیان   |
| ۳ | عطر تو       | شهیار قنبری     | فرید زلاند | فرید زلاند، دیوید تباکمن |
| ۴ | مست چشمات    | مهین آبادانی    | فرید زلاند | فرید زلاند، دیوید تباکمن |
| ۵ | جستجو        | اردلان سرفراز   | فرید زلاند | فرید زلاند               |
| ۶ | خانه و خاطره | ایرج جنتی عطایی | فرید زلاند | آندرانیک آساطوریان       |